# Janet Kavandi
Janet Lynn Kavandi (ur. 17 lipca 1959 w Springfield w stanie Missouri) – amerykańska chemiczka, astronautka i menedżerka NASA. Brała udział w trzech misjach wahadłowców kosmicznych: STS-91, STS-99 oraz STS-104. Od marca 2016 dyrektorka Centrum Badawczego im. Johna H. Glenna.
Janet Kavandi wychowała się w Carthage w stanie Missouri, gdzie ukończyła w 1977 roku szkołę średnią. W 1980 roku otrzymała stopień Bachelor of Science w dziedzinie chemii Missouri Southern State College - Joplin, w 1982 roku magisterium (Master of Science) z chemii na University of Missouri - Rolla, zaś w 1990 roku doktorat z dziedziny chemii analitycznej University of Washington w Seattle.
W grudniu 1994 roku wybrano ją na kandydatkę na astronautkę w ramach Grupy 15. Jej grupa rozpoczęła szkolenie w Centrum Kosmicznym im. Johna F. Kennedy’ego w marcu 1995 roku. Po rocznym szkoleniu podstawowym otrzymała przydział do NASA Astronaut Office, do działu ładunków użytecznych oraz systemów podtrzymywania życia (Payloads & Habitability Branch).
Stowarzyszenie Uczestników Lotów Kosmicznych (Association of Space Explorers) przyznało jej Universal Astronaut Insignia za lot orbitalny (nr 380).

## Wykaz lotów
| Loty kosmiczne, w których uczestniczyła Janet Lynn Kavandi    | Loty kosmiczne, w których uczestniczyła Janet Lynn Kavandi | Loty kosmiczne, w których uczestniczyła Janet Lynn Kavandi | Loty kosmiczne, w których uczestniczyła Janet Lynn Kavandi | Loty kosmiczne, w których uczestniczyła Janet Lynn Kavandi | Loty kosmiczne, w których uczestniczyła Janet Lynn Kavandi | Loty kosmiczne, w których uczestniczyła Janet Lynn Kavandi |
| Lp.                                                           | Data startu                                                | Statek kosmiczny                                           | Data lądowania                                             | Statek kosmiczny                                           | Funkcja                                                    | Czas trwania                                               |
| ------------------------------------------------------------- | ---------------------------------------------------------- | ---------------------------------------------------------- | ---------------------------------------------------------- | ---------------------------------------------------------- | ---------------------------------------------------------- | ---------------------------------------------------------- |
| 1                                                             | 2 czerwca 1998                                             | STS-91 Discovery F-24                                      | 12 czerwca 1998                                            | STS-91 Discovery F-24                                      | Specjalistka misji (MS3)                                   | 9 dni 19 godzin 54 minuty                                  |
| 2                                                             | 11 lutego 2000                                             | STS-99 Endeavour F-14                                      | 22 lutego 2000                                             | STS-99 Endeavour F-14                                      | Specjalistka misji (MS2)                                   | 11 dni 5 godzin 38 minut i 50 sekund                       |
| 3                                                             | 12 lipca 2001                                              | STS-104 Atlantis F-24                                      | 25 lipca 2001                                              | STS-104 Atlantis F-24                                      | Specjalistka misji (MS2)                                   | 12 dni 18 godzin 34 minuty                                 |
| Łączny czas spędzony w kosmosie — 33 dni 20 godzin i 8 minut. |                                                            |                                                            |                                                            |                                                            |                                                            |                                                            |

## Kariera menedżerska w NASA
W lutym 2015 roku została mianowana zastępcą dyrektora Centrum Badawczego im. Johna H. Glenna w Cleveland w stanie Ohio, po czym w marcu 2016 roku zastąpiła Jima Free na tym stanowisku. W 2018 roku nowy administrator NASA Jim Bridenstine publicznie promował ją na swoją zastępczynię, jednakże w lipcu 2018 roku prezydent Donald Trump mianował na to stanowisko nie mającego wcześniej związków z branżą kosmiczną Jamesa Morharda.